# Клепиков, Алексей Алексеевич
Алексей Алексеевич Клепиков (1802—1852) — резчик медалей и гравёр на твердых камнях, академик Императорской Академии художеств.

## Биография
Изучил своё ремесло в Императорской академии художеств (1813—1824), под руководством П. Е. Доброхотова и К. А. Леберехта; во время прохождения академического курса был награждён тремя серебряными медалями, а по его окончании, в 1824 году, за сочинённую и вырезанную на камне программу «Дедал и Икар», удостоен малой золотой медали. После этого он служил при Санкт-Петербургском монетном дворе (с 1843 — старший, а с 1848 — главный медальер).
За резьбу на стали медальонов графа Ф. П. Толстого на сюжеты из Отечественной войны 1812—1814 получил от императора Николая I бриллиантовый перстень. Эти работы Клепикова были, по поручению Меттерниха, рассмотрены в Вене известным Людвигом Пихлером, давшим о них весьма лестный отзыв. В сентябре 1843 года за эти работы и «вырезанную им группу, представляющую Геркулеса побивающего гидру» был признан академиком.
Из других работ Клепикова наиболее известны вырезанные на камне портреты особ императорской фамилии, образ увенчания Божией матери, резанный на топазе, для панагии архимандрита Фотия, и лицевая сторона медали на открытие Николаевского моста.

## Источник
- Клепиков, Алексей Алексеевич // Энциклопедический словарь Брокгауза и Ефрона : в 86 т. (82 т. и 4 доп.). — СПб., 1890—1907.
- С. Н. Кондаков. Юбилейный справочник Императорской Академии художеств. 1764-1914. — СПб.: Товарищество Р. Голике и А. Вильборг, 1915. — Т. 2 (Часть биографическая). — С. 257. — 459 с.